# Lights (album Ellie Goulding)
Lights è il primo album in studio della cantante britannica Ellie Goulding, pubblicato il 1º marzo 2010 dalla Polydor.

## Tracce
1. Guns and Horses – 3:35 (Ellie Goulding, John Fortis)
2. Starry Eyed – 2:56 (Ellie Goulding, Jonny Lattimer)
3. This Love (Will Be Your Downfall) – 3:53 (Ellie Goulding, Starsmith)
4. Under the Sheets – 3:44 (Ellie Goulding, Starsmith)
5. The Writer – 4:11 (Ellie Goulding, Jonny Lattimer)
6. Every Time You Go – 3:25 (Ellie Goulding, John Fortis, Starsmith)
7. Wish I Stayed – 3:40 (Ellie Goulding)
8. Your Biggest Mistake – 3:25 (Ellie Goulding, Fraser Smith)
9. I'll Hold My Breath – 3:45 (Ellie Goulding, Starsmith)
10. Salt Skin – 4:17 (Ellie Goulding, Starsmith)

Traccia bonus dell'edizione iTunes
1. Lights – 4:05 (Ellie Goulding, Richard Stannard, Ash Howes)

## Successo commerciale
L'album ha fatto la sua entrata alla prima posizione della classifica degli album britannici vendendo più di 40 000 copie, ma la settimana dopo è sceso alla posizione numero 16. Ha avuto anche un discreto successo in Irlanda, Grecia, Nuova Zelanda e Norvegia. L'edizione di iTunes dell'album contiene la bonus track Lights, i video delle canzoni Under the Sheets e Starry Eyed e i loro remix.

## Classifiche
| Classifica (2010) | Posizione massima |
| ----------------- | ----------------- |
| Belgio (Fiandre)  | 54                |
| Germania          | 42                |
| Irlanda           | 12                |
| Norvegia          | 35                |
| Nuova Zelanda     | 26                |
| Regno Unito       | 1                 |
| Stati Uniti       | 21                |
| Svizzera          | 90                |

## Bright Lights
L'album è stato ripubblicato in un'edizione speciale il 29 novembre 2010, con il titolo Bright Lights e l'aggiunta di altre sette tracce, tra cui il singolo Your Song, cover di un famoso brano di Elton John, uscito il 12 novembre 2010. 

### Successo commerciale
Bright Lights ha raggiunto la trentanovesima posizione della classifica britannica dopo due giorni dalla messa in commercio.

### Tracce
1. Guns and Horses – 3:35
2. Starry Eyed – 2:56
3. This Love (Will Be Your Downfall) – 3:53
4. Under the Sheets – 3:44
5. The Writer – 4:11
6. Every Time You Go – 3:25
7. Wish I Stayed – 3:40
8. Your Biggest Mistake – 3:25
9. I'll Hold My Breath – 3:45
10. Salt Skin – 4:17
11. Lights – 4:05
12. Human – 4:09 (Ellie Goulding, Starsmith)
13. Little Dreams – 3:18 (Ellie Goulding, Ash Howes)
14. Home – 3:24 (Ellie Goulding, Fred Falke)
15. Animal – 3:40 (Ellie Goulding, Starsmith)
16. Believe Me – 4:03 (Ellie Goulding, Crispin Hunt, Rob Blake)
17. Your Song – 3:10 (Elton John, Bernie Taupin)

### Classifiche
| Classifica (2010) | Posizione |
| ----------------- | --------- |
| Irlanda           | 6         |
| Regno Unito       | 5         |